# محاصره پاریس (۸۴۵)
محاصرهٔ پاریس اوج یورش وایکینگ‌ها به پایتخت امپراتوری فرانک بود. نیروهای وایکینگ توسط راگنار لودبروک رهبری می‌شدند. ناوگان او دربردارندهٔ ۱۲۰ کشتی که هزاران جنگجو را با خود حمل می‌کردند در ماه مارس سال ۸۴۵ میلادی وارد رود سن شده و اقدام به پیش‌روی در آن کردند. در پاسخ، شارل تاس، پادشاه فرانک‌ها ارتش کوچکی فراهم آورد؛ ولی پس از شکست یکی از دو لشکر همین ارتش، باقی نیروها میدان را خالی کردند و عقب نشستند. مهاجمان در پایان ماه مارس هم‌زمان با عید پاک به پاریس رسیدند. آنها پس از اشغال و تاراج شهر، سرانجام با دریافت ۷۰۰۰ لیور فرانسه (برابر ۲۵۷۰ کیلو زر و سیم) به عنوان غرامت جنگی از شارل تاس، پاریس را ترک کردند.
امپراتوری فرانک نخستین بار در سال ۷۹۹ میلادی مورد یورش وایکینگ‌ها قرار گرفت. یورشی که در سال ۸۱۰ میلادی شارلمانی را به ساخت یک نظام پدافندی در راستای ساحل شمالی فرانسه رهنمون شد. این نظام یکی از یورش‌های وایکینگ‌ها که سال ۸۲۰ میلادی یعنی ده سال پس از مرگ شارلمانی رخ داد، را دفع کرد ولی نتوانست یورش دوبارهٔ وایکینگ‌های دانمارکی به درستاد و فریزلند که در سال ۸۳۴ میلادی رخ داد، را ناکام بگذارد.
تاخت و تاز سال‌های ۸۲۰ و ۸۳۴ میلادی با تاخت و تازهای بعدی نامرتبط و کمابیش کوچک‌تر از آن بودند. تهاجمات نظام‌مند تا میانهٔ سال ۸۳۰ میلادی آغاز نشده بود و فقط حملات گهگاهی در این سو یا آن سوی کانال مانش رخ می‌داد.
تهاجم‌های وایکینگ‌ها اغلب نمود کشمکشی میان بلندپایگان سرزمین‌های شمالی برای کسب قدرت بیشتر و موقعیت بهتر بود. دانمارکی‌ها نیز مانند دیگر ملل همسایهٔ فرانک‌ها از اوضاع سیاسی این کشور آگاهی داشتند و دههٔ ۸۳۰ میلادی و اوایل دهه ۸۴۰ میلادی از جنگ‌های داخلی فرانک‌ها بیشترین استفاده را کردند. یورش‌های گسترده در آنتورب و نورموتیر (۸۳۶) و در روان و کوئنتویک و نانت (۸۴۲) اتفاق افتاد.

## یورش و محاصره

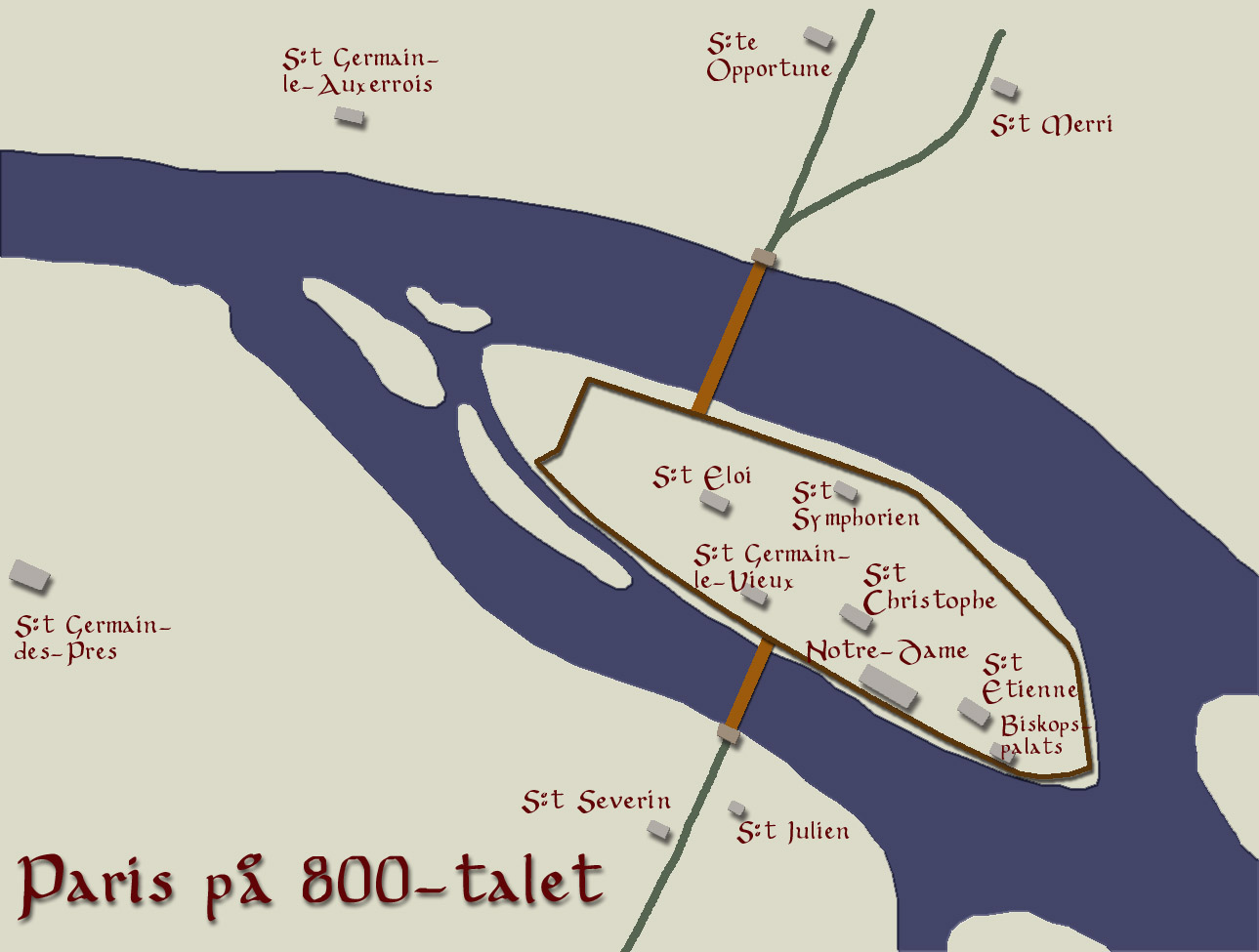
نقشه پاریس در قرن نهم میلادی

۴ سال پیش از محاصره پیرامون سال ۸۴۱ شارل تاس زمین‌هایی را در ترو به راگنار داد؛ ولی راگنار نهایتاً این منافع و توجه پادشاه را از دست داد. در سال ۸۴۵ وایکینگ‌های راگنار در مسیر پیش‌روی‌شان در رود سن به روان حمله کردند. در پاسخ به این حمله شارل تاس که مصم بود از ویرانی کلیسای سن-دنی جلوگیری کند، ارتشی فراهم آورد و آن را به دو لشکر بخش کرد؛ هر کدام برای یک سوی رود سن. راگنار به یکی از هنگ‌های لشکر کوچک‌تر حمله کرد و آنرا شکست داد و ۱۱۱ نفر از مردان آن را اسیر کرده در یکی از جزایر رود سن بدار آویخت. این کار برای ادای احترام به خدای وایکینگ‌ها اودین و هم‌چنین تحریک کشتار باقی نیروهای فرانک‌ها انجام شد. وایکینگ‌ها در دوشنبه ۲۹ مارس هم‌زمان با عید پاک به پاریس رسیدند، به شهر درآمدند و به تاراج آن دست زدند. در طی اشغال پاریس، طاعون در اردوگاه وایکینگ‌ها افتاد. وایکینگ‌ها پس از نیایش به درگاه خدایان خود به سفارش یکی از اسیران مسیحی اقدام به روزه گرفتن کردند و اینگونه طاعون فروکش کرد.
فرانک‌ها نمی‌توانستند هیچ‌گونه پدافند مؤثری در برابر مهاجمان تدارک ببینند و وایکینگ‌ها تنها زمانی اشغال را کنار گذاشتند که ۷۰۰۰ لیور فرانسه از پادشاه فرانک‌ها شارل تاس گرفتند. با توجه به اینکه پیش‌تر راگنار سرزمین‌هایی را به نفع شارل تاس از دست داده بود، پرداخت قابل توجهی نیز ممکنست به عنوان نوعی جبران خسارت به راگنار در نظر گرفته شده و خود یورش نیز در واقع نوعی عمل انتقام جویانه بوده باشد. این نخستین بار از مجموع ۱۳ مورد پرداخت به اصطلاح دانگلد به مهاجمان وایکینگ از سوی فرانک‌ها بود. البته بصراحت روشن نیست که در این مرحله این اصطلاح به کار برده شده باشد. هنگامی که راگنار خروج از پاریس را پذیرفت در راه برگشت، چندین نقطه در راستای ساحل از جمله کلیسای سنت بریتن را تاراج کرد.
گرچه شارل تاس بابت پرداخت باج بزرگ به وایکینگ‌ها سخت مورد انتقاد قرار گرفت ولی در همان زمان با مسایل مهم‌تری در کشورش روبرو بود. از جمله ناسازگاری با برادرانش، شورش‌های منطقه‌ای، بلندپایگان ناراضی و فشارهای خارجی. از سویی، چون شارل تاس باوری به توانایی خود برای گردآوری و رهبری سربازان جهت رویارویی با سپاه بزرگ راگنار نداشت، شاید بتوان گفت پرداخت باج به جای جنگ مستقیم به نوعی خریدن وقت به سود فرانک‌ها و هم‌چنین ایمن شدن در برابر حملات بیشتر وایکینگ‌ها (دست کم در آیندهٔ نزدیک) بود.